# Агаоглу, Адалет
Адалет Агаоглу (урождённая Сюмер; 23 октября 1929, Наллыхан, провинция Анкара — 14 июля 2020) — турецкая писательница, переводчица и драматург. Считается одним из главных романистов в турецкой литературе XX века. Она также писала эссе, мемуары и рассказы.

## Биография
Фатма Инайт («Адалет») Сумер родилась в посёлке Наллыхан, посещала там начальную школу. Затем вместе с семьёй переехала в Анкару, где ходила в среднюю школу и в гимназию. В молодости на неё произвёл большое впечатление роман «Королёк — птичка певчая» Решата Нури Гюнтекина. Она изучала французский язык и литературу в университете Анкары. Принимала участие в литературной жизни города, посещала поэтические утренники Яхьи Кемаля Беятлы, Ахмеда Хамди Танпынара и Орхана Вели.
В 1951 году Адалет Сумер устроилась на работу на государственное радио Анкары (предшественник в TRT). Там она работала драматургом и переводчиком. В это же время стали появляться её первые литературные произведения. В 1955 году она вышла замуж за инженера Халима Агаоглу, с которым она два года (1957—1959) жила в США. Помимо своей деятельности на радио, в 1961 году она вместе со своими друзьями основала первый в Анкаре частный театр «Meydan Sahnesi». Тем не менее, её постановка Кавказского мелового круга Бертольда Брехта не имела большого успеха.
В 1970 году она оставила радио и написала свой первый роман «Лечь и умереть», который был опубликован в Стамбуле в 1973 году. За ним последовали четыре тома коротких рассказов и ещё восемь романов, которые были удостоены различных литературных наград. В 1975 году её сборник рассказов «Высокое напряжение» («Yüksek Gerilim») получил престижную литературную премию Саита Фаика, а её второй Роман «Нежная роза моей тоски» («Fikrimin Ince Gülü») получил премию Мадарали. В 1980 году он получил литературную премию Орхана Кемаля. В 1983 году писательница переехала из Анкары в Стамбул.
В 1998 году Агаоглу получила почётное звание доктора Анатолийского университета и университета штата Огайо.